# Daniele Di Resta
Daniele Di Resta (Roma, 14 settembre 1980) è un ex arbitro di calcio a 5 italiano.

## Carriera
Divenuto arbitro effettivo il 17 dicembre 2006, si dedica fin da subito al calcio a 5; dopo una stagione in Serie D, viene promosso al CRA dove ha modo di mettersi in luce ed essere ben presto inserito nell'organico della Serie C1. La stagione successiva dirige numerosi scontri al vertice della massima categoria regionale nonché la finale della final four di Serie C1. Il 1º luglio 2010 viene promosso alla CAN5; nel primo anno arbitra alcune partite di spessore di Serie B, meritandosi la direzione della semifinale della Coppa Italia Under-21 tra Asti e Martinafranca. Nella sua seconda stagione alla CAN5, dirige la finale di supercoppa under 21 tra Kaos Futsal e Martinafranca e inoltre fa parte della quaterna, come cronometrista, che ha diretto la gara 5 della finale scudetto di serie A1 tra Marca e Luparense. Nel 2012 è insignito dal presidente Massimo Ubertini dell'incarico di vicepresidente della sezione di Roma 2. La carriera prosegue brillantemente con l'esordio in Serie A2 e, nel corso dalla stagione 2012-13, la progressiva inclusione nei ranghi della Serie A come cronometrista e terzo arbitro. È però nella stagione 2014-15 che compie il definitivo salto di qualità, arbitrando stabilmente in Serie A e venendo scelto per arbitrare alcuni incontri prestigiosi come la Gara-1 della finale scudetto e la semifinale di Coppa Italia. Con la concomitante dismissione di Fabio Gelonese, il 4 gennaio 2016 viene nominato arbitro internazionale.
Nello stesso anno, dirige gara 2 della Finale Scudetto femminile tra Isolotto Firenze e Montesilvano.
Il suo esordio in competizioni internazionali, avviene il 17 Agosto 2016 nella Repubblica di Andorra, dove viene impiegato nei preliminari di Uefa Futsal Cup, dirigendo tre gare tra cui quella inaugurale tra gli inglesi dell'Oxford City Lions FC e i kosovari del Feniks. Nel novembre dello stesso anno, partecipa al suo primo raduno a Budapest, per gli arbitri neo immessi. Nel corso della stagione 2016-2017 dirige alcune amichevoli della nazionale Italiana, fa parte della quaterna della finale di coppa Italia tra Luparense e Pescara e dirige gara 1 della Finale Scudetto, sempre tra quest'ultime società. Nel 2019 dirige la finale di supercoppa Italiana, tra Italservice Pesaro e Acqua&sapone. A causa della pandemia abbattutasi nel 2020, con relativa interruzione dei campionati, gli viene concessa la deroga di un anno. Termina la sua attività sui terreni di gioco, il 19 Giugno del 2021, dirigendo gara 3 della finale scudetto di serie A femminile tra Città di Falconara e Montesilvano. Durante la sua attività, ha diretto più di 70 gare nella massima serie. Il 12 Luglio del 2021, viene nominato delegato calcio a 5 del C.R.A. Lazio. Il 20 Agosto del 2021, viene nominato Arbitro Benemerito. Nella stagione sportiva 2022/2023, entra a far parte della neo commissione della CAN5 ÈLITE, ricoprendo il ruolo di Vice Commissario.